# Sentier du Rouvray
Pour les articles homonymes, voir Rouvray.
Le sentier du Rouvray est une voie du 16e arrondissement de Paris, en France.

## Situation et accès
Le sentier du Rouvray est une voie située dans le 16e arrondissement de Paris. Il débute  chemin de l'Abbaye et se termine route des Moulins dans le bois de Boulogne.

## Origine du nom
Il est ainsi nommé en souvenir de l'ancienne forêt de Rouvray, dont le bois de Boulogne est un vestige.

## Historique
Cette voie située autrefois sur le territoire de Boulogne-Billancourt a été annexée à Paris par le décret du 3 avril 1925.
Provisoirement dénommée « voie AB/16 », elle prend sa dénomination actuelle par un arrêté municipal du 13 décembre 1994.